# Jandaia-amarela
A jandaia-amarela (Aratinga solstitialis) é uma ave da família dos psitacídeos que possui três raças distintas, encontradas na Amazônia e em várias regiões do Brasil. A espécie possui cerca de 31 centímetros de comprimento, bico negro e plumagem laranja, amarela e verde. 

## Nomes populares
A jandaia-amarela também é conhecida pelos nomes de cacaué, nandaia, nhandaia, queci-queci e quijuba. O nome jandaia-amarela foi selecionado como nome vernáculo técnico para a espécie pelo Comitê Brasileiro de Registros Ornitológicos (CBRO) em 2021.